# Ngoy Nsumbu
Ngoy Nsumbu (Kinshasa, Zaire; 30 de diciembre de 1972-5 de mayo de 2024) fue un futbolista congoleño que jugó en la posición de centrocampista.

## Carrera

### Club
| Periodo   | Club                   | Apariciones | Goles |
| --------- | ---------------------- | ----------- | ----- |
| 1989-1994 | Germinal Ekeren        | 42          | 10    |
| 1994-1995 | KSV Waregem            | 30          | 7     |
| 1995–1997 | Royal Cappellen FC     | 57          | 27    |
| 1997–2000 | KRC Genk               | 67          | 10    |
| 2000–2001 | KFC Verbroedering Geel | 30          | 13    |
| 2001–2004 | Maccabi Petah Tikva FC | 65          | 9     |

### Selección nacional
Jugó para Zaire en ocho ocasiones de 1994 a 2001 y anotó un gol; participó en la Copa Africana de Naciones 1994.

## Muerte
Nsumbu murió el 5 de mayo de 2024 a los 51 años por complicaciones con el cáncer.

## Logros
- Belgian First Division: 1998–99
- Belgian Cup: 1997–98[4]